# Fasti moderni
I Fasti moderni sono una serie di iscrizioni che ricordano i nomi dei magistrati civici avvicendatisi alla guida di Roma dal 1640 fino all'anno di soppressione dell'istituto, il 1870. Tali elenchi si ispirano dichiaratamente a quelli in uso nell'antichità romana, che sono chiamati "fasti antichi" o Fasti capitolini.
Queste iscrizioni sono conservate giustapposte alle pareti di ciascuna delle due sale dei Fasti Moderni, situate al piano nobile dei Musei Capitolini, che vengono indicate complessivamente come Sala dei Fasti Moderni.
Tali iscrizioni sono rilevanti dal punto di vista storico, perché riportano le date di mandato dei magistrati della città (i tre Conservatori capitolini e il Priore dei Caporioni), in associazione ai nomi e agli stemmi gentilizi dei magistrati stessi.